# Sinh khối loài

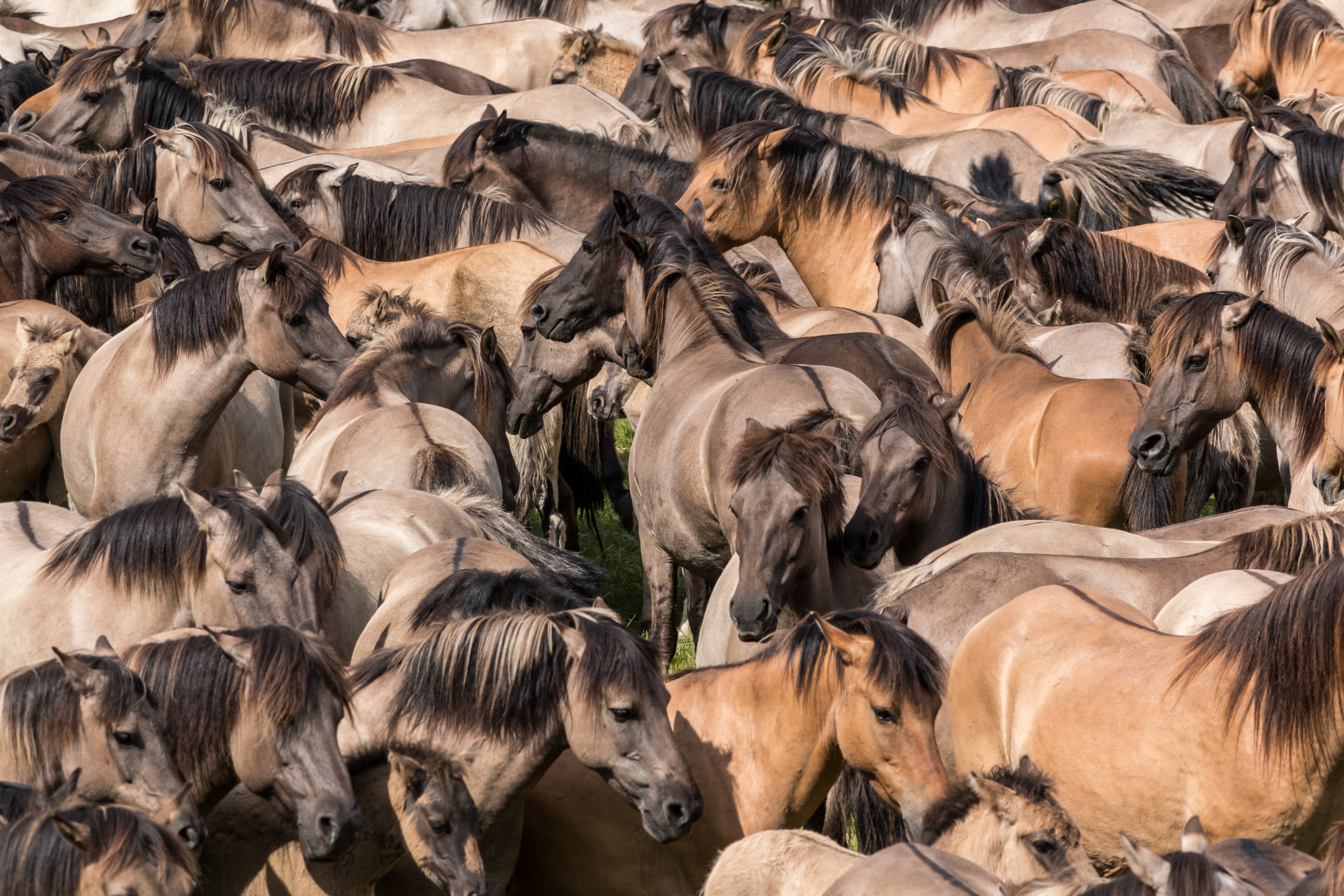
Một đàn ngựa đông đúc, chúng được xem là sinh vật có sinh khối lớn trong hệ động vật ở thảo nguyên

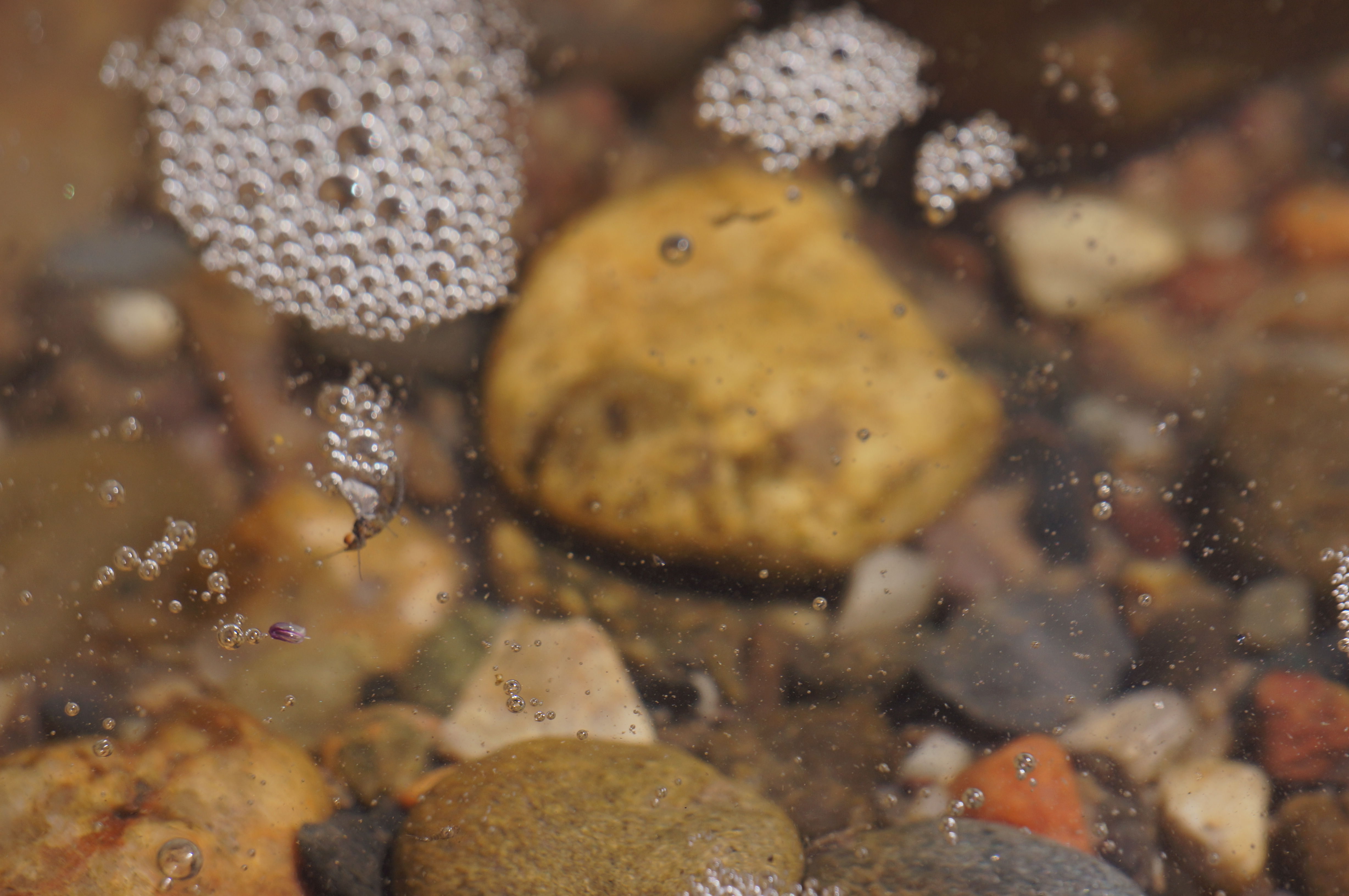
Ấu trùng phù du trong nước

Sinh khối loài (Biomass ecology) hay sinh khối là khối lượng của các cá thể sinh vật sống trong một khu vực hoặc hệ sinh thái nhất định tại một thời điểm cụ thể nhất định. Sinh khối loài có thể đề cập đến tổng lượng (sự đông đúc) của một hoặc nhiều loài, hoặc sinh khối của quần xã sinh vật là khối lượng của tất cả các loài trong quần xã đó. Đơn vị này có thể bao gồm vi sinh vật, thực vật hoặc động vật. Khối lượng loài có thể được biểu thị bằng khối lượng trung bình trên một đơn vị diện tích, hoặc tổng khối lượng trong quần xã.

## Đại cương
Cách đo sinh khối phụ thuộc vào lý do tại sao nó lại được đo. Đôi khi, sinh khối được coi là khối lượng tự nhiên của các sinh vật tại chỗ (in situ), giống như chúng, trong nghề đánh bắt cá hồi, sinh khối cá hồi có thể được coi là tổng trọng lượng của cá hồi tươi sống nếu chúng được đưa lên khỏi mặt nước. Trong các bối cảnh khác, sinh khối có thể được đo bằng khối lượng hữu cơ khô (khô cá), vì vậy có thể chỉ tính 30% trọng là phần thực phẩm, phần còn lại là nước. Đối với các mục đích khác, chỉ số lượng mô sinh học và răng, xương và vỏ sẽ bị loại trừ không tính vào. Trong một số ứng dụng, sinh khối được đo bằng khối lượng của cacbon liên kết hữu cơ (C) có ở bề mặt.
Tổng lượng sinh khối đang sinh sống trên Trái đất sẽ rơi vào khoảng 550–560 tỷ tấn C và tổng sản lượng sinh khối sơ cấp hàng năm chỉ là hơn 100 tỷ tấn C/năm. Tổng sinh khối sống của vi khuẩn có thể nhiều bằng thực vật và động vật hoặc có thể ít hơn nhiều theo một số cách thức tính toán. Tổng số cặp cơ sở DNA trên Trái đất, như một giá trị gần đúng có thể có của đa dạng sinh học toàn cầu, được ước tính vào khoảng (5,3 ± 3,6) × 1037 và nặng 50 tỷ tấn. Tính đến năm 2020, khối lượng nhân tạo (vật liệu do con người tạo ra) lớn hơn tất cả sinh khối sống trên trái đất.
Các ước tính về sinh khối toàn cầu của các loài và các nhóm cấp cao hơn không phải lúc nào cũng nhất quán trong các tài liệu. Tổng sinh khối toàn cầu được ước tính vào khoảng 550 tỷ tấn C. Phần lớn sinh khối này được tìm thấy trên đất liền, chỉ có 5 đến 10 tỷ tấn C được tìm thấy trong các đại dương. Trên cạn, có khoảng 1.000 lần sinh khối thực vật (Phytomass) so với sinh khối động vật (Zoomass). Khoảng 18% sinh khối thực vật này được các động vật trên cạn ăn chúng. Tuy nhiên, trong đại dương, sinh khối động vật lớn hơn gần 30 lần so với sinh khối thực vật, hầu hết sinh khối thực vật đại dương bị động vật đại dương ăn. Hệ sinh thái nước ngọt trên cạn tạo ra khoảng 1,5% tổng sản lượng sơ cấp thuần toàn cầu.
Một số sinh vật sản xuất sinh khối toàn cầu theo tỷ lệ năng suất là:
| Sinh vật sản xuất     | Năng suất sinh khối (gC/m2/yr) | Nguồn         | Toàn bộ khu vực (triệu km²) | Nguồn  | Tổng lượng (tỷ tấn C/yr) |
| --------------------- | ------------------------------ | ------------- | --------------------------- | ------ | ------------------------ |
| Đầm lầy và đầm lầy cỏ | 2,500                          | [ 14 ]        |                             |        |                          |
| Rừng mưa nhiệt đới    | 2,000                          | [ 15 ]        | 8                           |        | 16                       |
| Rạn san hô            | 2,000                          | [ 14 ]        | 0.28                        | [ 16 ] | 0.56                     |
| Thảm tảo              | 2,000                          | [ 14 ]        |                             |        |                          |
| Cửa sông              | 1,800                          | [ 14 ]        |                             |        |                          |
| Rừng ôn đới           | 1,250                          | [ 14 ]        | 19                          |        | 24                       |
| Đất canh tác          | 650                            | [ 14 ] [ 17 ] | 17                          |        | 11                       |
| Đài nguyên            | 140                            | [ 14 ] [ 17 ] |                             |        |                          |
| Vùng khơi             | 125                            | [ 14 ] [ 17 ] | 311                         |        | 39                       |
| Sa mạc                | 3                              | [ 17 ]        | 50                          |        | 0.15                     |

## Tháp sinh thái
Kim tự tháp sinh thái là một biểu diễn đồ họa cho thấy rằng đối với một hệ sinh thái nhất định, mối quan hệ giữa sinh khối hoặc năng suất sinh học và mức độ dinh dưỡng. Một kim tự tháp năng lượng minh họa lượng năng lượng cần thiết khi nó dịch chuyển lên trên để hỗ trợ mức dinh dưỡng tiếp theo. Chỉ khoảng 10% năng lượng được chuyển giữa mỗi cấp độ dinh dưỡng được chuyển thành sinh khối (hiểu theo nghĩa vật chất). Một kim tự tháp sinh khối cho biết lượng sinh khối ở mỗi cấp độ dinh dưỡng. Một kim tự tháp năng suất cho thấy sản lượng hoặc luân chuyển sinh khối ở mỗi cấp độ dinh dưỡng. 

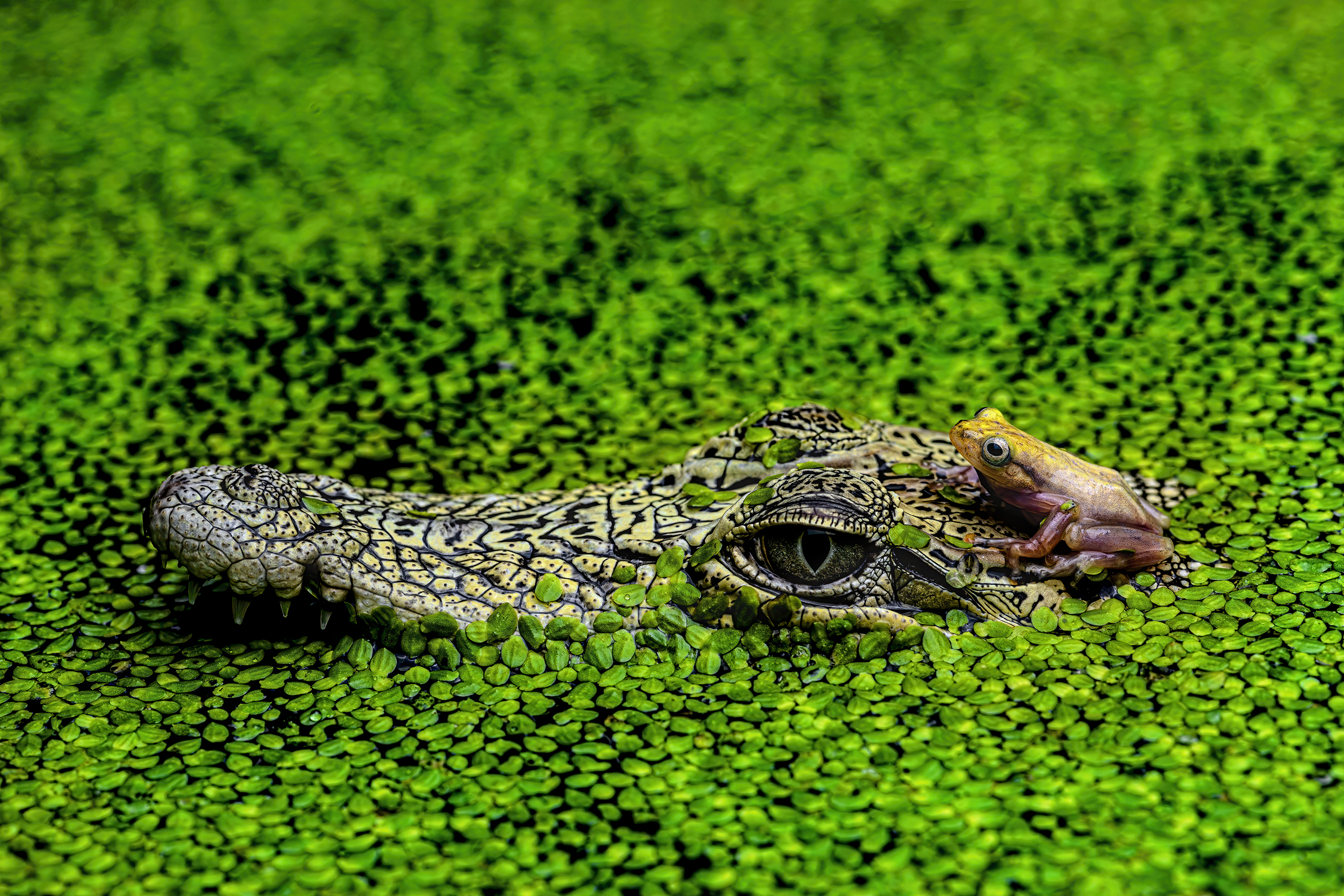
Ếch và cá sấu

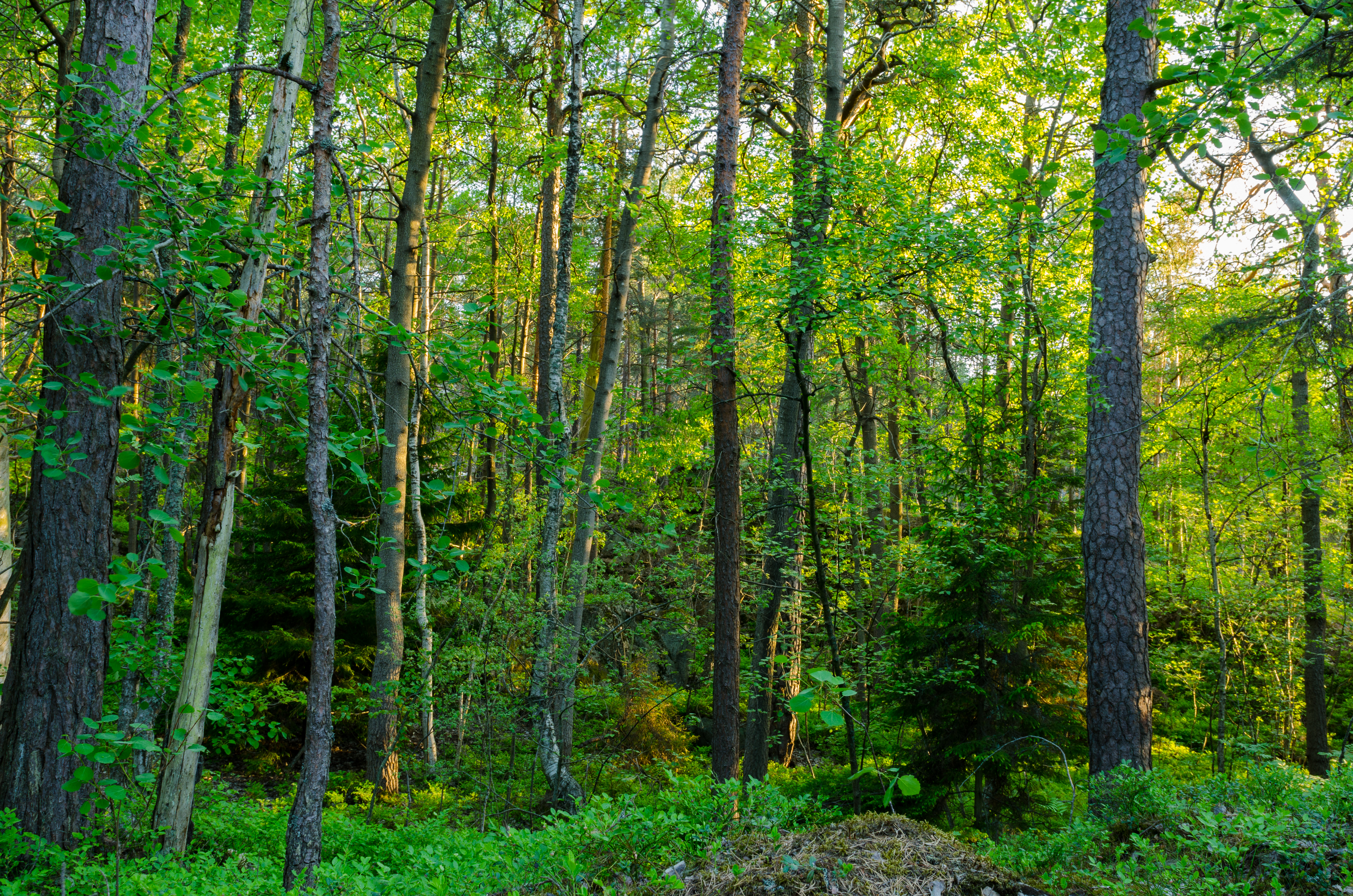
Rừng là nơi có sinh khối động thực vật lớn

Một kim tự tháp sinh thái cung cấp một bức tranh nhanh về thời gian của một cộng đồng sinh thái. Phần đáy của kim tự tháp đại diện cho các sinh vật sản xuất sơ cấp (sinh vật tự dưỡng). Các sinh vật sản xuất sơ cấp lấy năng lượng từ môi trường dưới dạng ánh sáng mặt trời hoặc hóa chất vô cơ và sử dụng nó để tạo ra các phân tử giàu năng lượng như carbohydrate. Cơ chế này được gọi là sản xuất sơ cấp (Primary production). Sau đó, kim tự tháp tiếp tục đi qua các cấp độ dinh dưỡng khác nhau đến những kẻ săn mồi đỉnh cao ở trên cùng gọi là Động vật ăn thịt đầu bảng.
Khi năng lượng được chuyển từ cấp độ dinh dưỡng này sang cấp độ dinh dưỡng tiếp theo, thường chỉ có 10% được sử dụng để xây dựng sinh khối mới và 90% còn lại đi vào các quá trình trao đổi chất hoặc bị tiêu tán dưới dạng nhiệt. Sự mất mát năng lượng này có nghĩa là các kim tự tháp năng suất không bao giờ bị đảo ngược và thường giới hạn chuỗi thức ăn ở khoảng sáu cấp độ. Tuy nhiên, trong các đại dương, các kim tự tháp sinh khối có thể bị đảo ngược hoàn toàn hoặc một phần, với nhiều sinh khối hơn ở các tầng cao hơn.
Sinh vật tự dưỡng là nền tảng của chuỗi thức ăn của mọi hệ sinh thái. Chúng hấp thụ năng lượng từ môi trường dưới dạng ánh sáng hoặc chất hóa học vô cơ và dùng nó để tạo ra các phân tử giàu năng lượng ví dụ như cacbohydrat. Cơ chế này được gọi là quá trình sản xuất sơ cấp. Các tổ chức khác, được gọi là sinh vật dị dưỡng, lấy sinh vật tự dưỡng làm thức ăn để thực hiện các chức năng cần thiết cho sự sống. Vì thế, sinh vật dị dưỡng — tất cả các loài động vật, gần như tất cả các loại nấm, cũng như hầu hết vi khuẩn và động vật nguyên sinh; dựa vào sinh vật tự dưỡng, hay các sinh vật sản xuất sơ cấp, để thu năng lượng và các vật chất thô mà chúng cần.
Sinh vật dị dưỡng hấp thụ năng lượng bằng cách bẻ gãy các nguyên tử hữu cơ (cacbohydrat, chất béo và protein) thu được trong thức ăn. Các sinh vật ăn thịt phụ thuộc gián tiếp vào sinh vật tự dưỡng, bởi vì những dinh dưỡng hấp thụ được từ các con mồi dị dưỡng của chúng thì tới từ các sinh vật tự dưỡng mà những con mồi này đã tiêu hóa. Hầu hết các hệ sinh thái được hỗ trợ bởi quá trình sản xuất sơ cấp tự dưỡng của thực vật, quá trình này hấp thụ photon trước đó do mặt trời giải phóng. Quá trình quang hợp tách phân tử nước (H2O), giải phóng oxy (O2) vào không khí, và oxy hóa khử cacbon dioxide (CO2) để giải phóng nguyên tử hydro mà làm nhiên liệu cho quá trình trao đổi chất của quá trình sản xuất sơ cấp.
Ba cách cơ bản để sinh vật có thể kiếm được thức ăn là với tư cách sinh vật sản xuất, sinh vật tiêu thụ và sinh vật phân giải.
- Sinh vật sản xuất (sinh vật tự dưỡng) thường là thực vật hoặc tảo. Thực vật và tảo thường không ăn các sinh vật khác mà chúng lấy dinh dưỡng từ đất hoặc đại dương và tự sản xuất thức ăn cho bản thân bằng cách quang hợp. Vì lý do này, chúng được gọi là sinh vật sản xuất sơ cấp. Bằng cách này, năng lượng từ mặt trời thường là thứ cấp năng lượng cho cơ sở của chuỗi thức ăn.[18] Một ngoại lệ tồn tại ở những hệ sinh thái miệng phun thủy nhiệt dưới biển sâu, nơi không có ánh sáng mặt trời. Tại đây các sinh vật sản xuất sơ cấp sản xuất thức ăn thông qua một quá trình gọi là hóa tổng hợp.[19]
- Sinh vật tiêu thụ (sinh vật dị dưỡng) là các loài không thể tự sản xuất thức ăn của riêng chúng mà cần phải tiêu thụ các sinh vật khác. Động vật mà ăn những sinh vật sản xuất sơ cấp (như thực vật) thì được gọi là động vật ăn cỏ. Động vật mà ăn những động vật khác thì được gọi là động vật ăn thịt, và những động vật ăn cả thực vật và động vật khác được gọi là động vật ăn tạp.
- Sinh vật phân giải (sinh vật ăn mùn bã) phân giải vật chất và chất thải của động thực vật đã chết và nhả nó ra trở lại vào hệ sinh thái dưới dạng năng lượng và chất dinh dưỡng để tái chế. Các sinh vật phân giải, ví dụ như vi khuẩn và nấm, ăn chất thải và các vật chất chết, chuyển chúng thành các chất hóa học vô cơ có thể tái chết thành chất dinh dưỡng khoáng để thực vật có thể sử dụng lại.

Các bậc dinh dưỡng thường được đánh số, bắt đầu ở cấp 1 với thực vật. Các bậc cao hơn thì được đánh số tiếp sau dựa theo khoảng cách giữa chúng với cấp 1 trong chuỗi thức ăn.
- Cấp 1: Thực vật và tảo, chúng tự tạo ra thức ăn của mình và được gọi là sinh vật sản xuất sơ cấp.
- Cấp 2: Động vật ăn cỏ, ăn thực vật và được gọi là sinh vật tiêu thụ bậc 1.
- Cấp 3: Động vật ăn thịt, ăn động vật ăn cỏ và được gọi là sinh vật tiêu thụ bậc 2.
- Cấp 4: Động vật ăn thịt, ăn những động vật ăn thịt khác và được gọi là sinh vật tiêu thụ bậc 3.
- Cấp 5: Động vật ăn thịt đầu bảng, những loài không có loài săn chúng và ở đầu chuỗi thức ăn.

## Sinh khối cạn
Sinh khối trên cạn thường giảm rõ rệt ở mỗi cấp độ dinh dưỡng cao hơn (thực vật, động vật ăn cỏ, động vật ăn thịt). Ví dụ về các sinh vật sản xuất trên cạn là cỏ, cây cối và cây bụi. Chúng có sinh khối cao hơn nhiều so với các động vật tiêu thụ chúng, chẳng hạn như hươu, ngựa vằn và côn trùng. Cấp có sinh khối ít nhất là các loài săn mồi cao nhất trong chuỗi thức ăn, chẳng hạn như cáo, hổ và đại bàng. Ở đồng cỏ ôn đới, cỏ và các loài thực vật khác là những sinh vật sản xuất chính ở dưới cùng của kim tự tháp sinh thái. Sau đó đến các loài tiêu thụ chính (những loài sẽ lấy chúng làm thức ăn), chẳng hạn như châu chấu, chuột đồng và bò rừng, tiếp theo là các loài tiêu thụ thứ cấp ví dụ như chuột chù, diều hâu và mèo nhỏ. Cuối cùng là những loài tiêu dùng cấp ba như các loài mèo lớn và chó sói. Kim tự tháp sinh khối giảm rõ rệt ở mỗi cấp cao hơn.

## Sinh khối biển

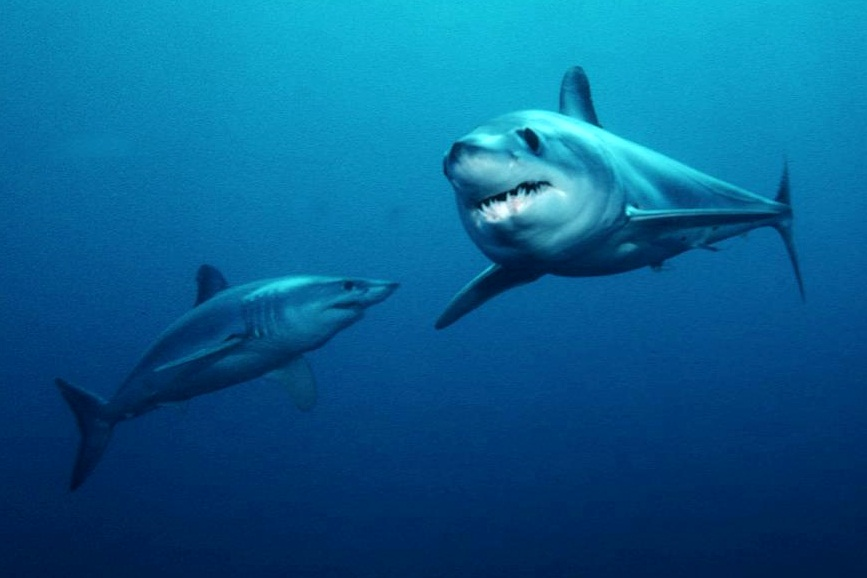
Cá mập Mako vây ngắn (Isurus oxyrinchus)

Sinh khối đại dương hoặc biển, trong sự đảo ngược của sinh khối trên cạn, có thể tăng lên ở các mức độ dinh dưỡng cao hơn. Trong đại dương, chuỗi thức ăn thường bắt đầu với thực vật phù du. Ví dụ: 
Thực vật phù du → động vật phù du → động vật phù du săn mồi → động vật ăn lọc→ cá ăn thịt (cá săn mồi)
- Thực vật phù du là những sinh vật sản xuất chính ở tầng đáy của chuỗi thức ăn biển. Thực vật phù du sử dụng quá trình quang hợp để chuyển carbon vô cơ thành nguyên sinh chất. Sau đó, chúng được động vật phù du có kích thước từ vài micromet đường kính tiêu thụ trong trường hợp vi sinh vật protistan đến động vật phù du dạng gel và giáp xác vĩ mô.
- Động vật phù du bao gồm cấp độ thứ hai trong chuỗi thức ăn, và bao gồm các loài giáp xác nhỏ, chẳng hạn như động vật chân đầu và nhuyễn thể, và ấu trùng của cá, mực, tôm hùm và cua. Đổi lại, động vật phù du nhỏ được tiêu thụ bởi cả động vật phù du săn mồi lớn hơn, chẳng hạn như nhuyễn thể, và cá mồi, chúng nhỏ, bơi theo đàn, cá ăn lọc. Điều này tạo nên cấp độ thứ ba trong chuỗi thức ăn.
- Cấp độ dinh dưỡng thứ tư có thể bao gồm cá săn mồi, thú biển và chim biển sẽ săn bắt và ăn cá. Ví dụ như cá kiếm, hải cẩu và ó biển. Những kẻ săn mồi đỉnh cao, chẳng hạn như cá hổ kình (Orca), có thể ăn hải cẩu và cá mập mako vây ngắn, có thể ăn cá kiếm, tạo nên cấp độ dinh dưỡng thứ năm. Cá voi sừng tấm có thể ăn trực tiếp động vật phù du và nhuyễn thể, dẫn đến chuỗi thức ăn chỉ có ba hoặc bốn cấp độ dinh dưỡng.

Môi trường biển có thể có các kim tự tháp sinh khối đảo ngược. Đặc biệt, sinh khối của kẻ tiêu thụ (động vật chân đốt, nhuyễn thể, tôm, cá mồi) lớn hơn sinh khối của sinh vật sản xuất sơ cấp. Điều này xảy ra do các sinh vật sản xuất chính của đại dương là các sinh vật phù du nhỏ bé, là những sinh vật có chiến lược phát triển (Lý thuyết chọn lọc r/K) và sinh sản nhanh chóng, vì vậy một khối lượng nhỏ có thể có tốc độ sản xuất sơ cấp nhanh. Ngược lại, những sinh vật sản xuất sơ cấp trên cạn, chẳng hạn như rừng, là những sinh vật chiến lược K sẽ sinh trưởng và sinh sản chậm (rừng rất lâu để phát triển) vì vậy cần một khối lượng lớn hơn nhiều để đạt được cùng một tỷ lệ sản xuất sơ cấp.
Trong số các loài thực vật phù du ở đáy lưới thức ăn biển có các thành viên từ một nhóm vi khuẩn gọi là vi khuẩn lam. Vi khuẩn lam biển bao gồm các sinh vật quang hợp nhỏ nhất được biết đến. Loại nhỏ nhất trong số đó, Prochlorococcus, chỉ có chiều ngang từ 0,5 đến 0,8 micromet Xét về số lượng cá thể thì Prochlorococcus có thể là loài phong phú nhất trên Trái đất: một ml nước biển bề mặt có thể chứa 100.000 tế bào hoặc hơn. Trên toàn thế giới, ước tính có khoảng vài triệu (1027) cá thể Prochlorococcus có mặt ở khắp nơi trong khoảng từ 40 ° N đến 40°S và chiếm ưu thế trong các vùng ô nhiễm (nghèo dinh dưỡng) của đại dương Vi khuẩn này chiếm khoảng 20% lượng oxy trong khí quyển Trái đất và là một phần của chuỗi thức ăn đại dương